# Amusia
Amusia là một chi nhện trong họ Gnaphosidae.

## Các loài
Chi này gồm các loài:
- Amusia cataracta Tucker, 1923
- Amusia murina Tullgren, 1910